# Udo Bentz
Udo Markus Bentz (ur. 3 marca 1967 w Rülzheim) – niemiecki duchowny katolicki, biskup pomocniczy Moguncji w latach 2015-2023, arcybiskup metropolita Paderborn od 2024. 

## Życiorys
Święcenia kapłańskie przyjął 1 lipca 1995 i został inkardynowany do diecezji mogunckiej. Po kilkuletnim stażu wikariuszowskim został sekretarzem biskupim, a w latach 2002–2007 odbył studia doktoranckie z teologii. Po uzyskaniu tytułu został rektorem mogunckiego seminarium.
15 lipca 2015 papież Franciszek mianował go biskupem pomocniczym diecezji mogunckiej ze stolicą tytularną Sita. Sakry udzielił mu 20 września 2015 kardynał Karl Lehmann.
9 grudnia 2023 papież Franciszek przeniósł go na urząd arcybiskupa metropolity Paderborn.
10 marca 2024 podczas ingresu do katedry w Paderborn przyjął z rąk swojego poprzednika Hansa-Josefa Beckera pastorał Hathumara, pierwszego biskupa w Paderborn (806-815). 29 czerwca 2024 w bazylice św. Piotra na Watykanie odebrał od papieża Franciszka paliusz.